# مايك كلارك (لاعب كرة قاعدة)
مايك كلارك (بالإنجليزية: Mike Clark)‏ هو لاعب كرة قاعدة أمريكي، ولد في 29 نوفمبر 1922 في كامدن في الولايات المتحدة، وتوفي بنفس المكان في 25 يناير 1996.

## وصلات خارجية
- مايك كلارك على موقعبيزبول رفرنس.كوم (الدوري الرئيسي) (الإنجليزية)